# Valnämnd
Valnämnden är en nämnd som handhar alla uppgifter kring och organiserar genomförandet av allmänna val. Det finns en valnämnd i varje svensk kommun, som hanterar valen till riksdag, landstingsfullmäktige, kommunfullmäktige och Europaparlamentet. Valnämnd finns också i andra organisationer, exempelvis har varje församling i Svenska kyrkan en valnämnd som hanterar kyrkovalen.
Den kommunala valnämnden är vald av kommunfullmäktige som även utser ordförande och vice ordförande. Valnämnden utser röstmottagare och beslutar om vallokaler och valkretsindelning i kommunen.
I Sverige är det obligatoriskt för kommunerna att ha en valnämnd. Utöver valnämnd är endast kommunstyrelse och överförmyndare obligatoriska i en kommun. Verksamheten är lagreglerad och kan förutom ovannämnda val, även omfatta till exempel lokala, regionala eller riksomfattande folkomröstningar.